# 2013年10月逝世人物列表
2013年逝世人物列表：1月 - 2月 - 3月 - 4月 - 5月 - 6月 - 7月 - 8月 - 9月 - 10月 - 11月 - 12月
2013年10月逝世人物列表，是用于汇总2013年10月期间逝世人物的列表。

## 依日期排序

### 1日
- 湯姆·克蘭西（Tom Clancy），66岁，美國的暢銷小說作家。[1]
- 王申文，83歲，台灣新北市人，曾擔任三重區忠孝里里長達40年。[2]
- 郭林金蘭，78歲，台南麻豆區「阿蘭碗粿」創辦人。[3]

### 2日
- 秋山駿，83歲，日本著名文藝評論家。死於食道癌。[4]
- 阿布拉罕·奈梅斯(Abraham Nemeth)，94歲，美國數學家暨發明家，盲人數學點字創辦者。病逝。[5]
- 張凡，87歲，曾任西藏自治區工業廳廳長，河南省鄭州市人大常委會原副主任。病逝。 [6]

### 3日
- 河西昌枝，80歲，前日本排球選手，曾獲得1964年東京奧運金牌，死於腦溢血。[7]
- 坂本誠治，36歲，日本快艇運動員。死於急性心臟衰竭。[8]
- 葉維里，86歲，香港抗日戰士、東江縱隊粵贛湘邊縱隊香港老戰士聯誼會會長。過勞引發中風而死。[9]

### 4日
- 武元甲，102岁，越南前重要军事领导人兼政治人物，曾任越共中央政治局委员、越共中央军委书记、国防部长和人民军总司令等职务。[10]
- 三善晃（日語：三善 晃），80歲，日本作曲家，死於心臟衰竭。[11]
- 張新春，106歲，台灣最早的助產士。[12]
- 余洛屹，51歲，中國動畫家，常州漁夫動漫公司董事長、總經理。家中自縊而死。[13]
- 赫爾曼 華萊士（英語：Herman Wallace），（年歲待查），因應聯邦法官最終推翻（被控謀殺）之有罪判決，而得以出獄。[14]

### 5日
- 櫻塚Yakkun （日語：桜塚やっくん），本名齋藤恭央（日語：斎藤 恭央），37歲，日本男性搞笑藝人。死於交通意外。[15][16]
- 砂守孝多郎，55歲，櫻塚Yakkun的經紀人。死於交通意外。[15][16]
- 王克楠，33歲，中國男子跳水運動員教練兼國際裁判，在天津為東亞運動會執法前死於交通意外。[17]
- 奧斯卡·希胡羅斯（Oscar Hijuelos），62歲，古巴裔美國作家，1990年以小說《曼波王演奏愛之歌》（The Mambo Kings Play Songs of Love）獲普立茲獎。[18]

### 6日
- 張維民，84歲，成都警備區成都石馬巷干休所正軍職離休干部。病逝。 [19]
- 杨海寿，86岁，中国天文学家。[20]

### 7日
- 古今亭志N馬 (日語：古今亭　志ん馬)，本名吉野惠一，55歲，日本落語家。死於胃癌。[21]
- 奧瓦迪亞·優素福（Ovadia Yosef），93歲，以色列精神領袖暨最具影響力的猶太教拉比。[22]
- 姜欽城，92歲，中華民國新竹縣國策顧問，曾擔任竹東農會理事長、新竹縣農會總幹事、新竹縣工業會理事長和縣議員等職務。[23]
- 薛侯（Patrice Chereau），68歲，法國著名劇場及電影導演。死於肺癌。[24]
- 丘爾巴諾夫 勃列日涅夫女婿

### 8日
- 鈴木沙彩，18歲，日本童星出身的藝人，曾演《鬼娃娃花子》，遭前男友殺害。[25]
- 维克多·科瓦茨（Viktor Kovats），34歲，匈牙利籍翼装飞行运动员，墮崖身亡。[26][27][28]
- 王澍寰，89岁，中国工程院院士、北京积水潭医院名誉院长，手外科专家, 被称为“中国手外科之父”，病逝。[29][30]
- 阿貢仁波切（藏語：ཆོས་རྗེ་ཨ་དཀོན་རིན་པོ་ཆེ།，威利转写：chos rje a dkon rin po che，THL：Chöje Akong Rinpoche），73歲，藏傳佛教直貢噶舉派第二世阿貢活佛，在成都遇刺身亡。[31]
- 王柢，102岁，中国铁道工程专家、西南交通大学资深教授，睡梦中平静离世。[32]
- 王为一，102岁，中国电影导演，曾执导《八千里路云和月》《珠江泪》《七十二家房客》等影片。[33]
- 刘涵，25岁，云南省第一位考入香港大学的学生，2006年高考状元，于香港死于交通意外。[34]

### 9日
- 許敬雅（Arthur Hacker），81歲，英國籍香港插畫家、畫家和歷史學家，1972年為清潔香港運動創作名為「垃圾蟲」的卡通人物。死於肺炎併發症。[35]
- 金河娜（Rottyful Sky），25歲，南韓女歌手。腦死亡。[36]
- 維爾弗里德·馬爾滕斯（Wilfried Martens），77歲，比利時在位最久的前總理，奠基聯邦制。[37]

### 10日
- 黄润乾，80岁，中國天文学家、中国科学院院士，因病医治无效在昆明病逝。[38]
- 郑天翔，99岁，中國政治人物，原中共中央顾问委员会委员，最高人民法院原院长，病逝。[39]
- 史考特·卡本特（Scott Carpenter），88歲，美國太空人，水星計畫七人之一，死於中風併發症。[40]
- 檀臣幸，50歲，本名田中良雄，日本男演員及配音員，死於復發性主動脈夾層動脈瘤。[41]

### 11日
- 瑪麗亞·德·薇羅塔（西班牙語：María de Villota Comba），33歲，西班牙一級方程式女性賽車手，死於突發心臟病。[42]
- 田口練治（日語：田口 錬治），70歲，日本男性搞笑藝人，搞笑組合“wcomic”（Wコミック）成員。死於肺炎。 [43]
- 劉洪坤，35歲，中國消防員，北京市石景山區公安消防支隊司令部參謀長、警階少校。於石景山區蘋果園南路東口喜隆多商場火災中殉職。[44]
- 劉洪魁，28歲，中國消防員，北京市石景山區公安消防支隊八大處中隊副中隊長、警階中尉。於石景山區蘋果園南路東口喜隆多商場火災中殉職。
- 埃里希·普里克（德語：Erich Priebke），100歲，二次世界大戰在義大利犯下戰爭罪的前納粹德國武裝親衛隊上尉。[45]
- 孔令謀，87歲，離休干部，原甘肃省地礦局區調隊隊長。病逝。[46]
- 林友仁，75歲，廣陵派古琴演奏家，音樂學家，曾任上海音樂學院教授，中國國家級非物質文化遺產古琴項目代表性傳承人。[47]

### 12日
- 烏爾夫·林德（瑞典語：Ulf Linde），瑞典知名音樂及藝術評論家、作家、瑞典學院成員。[48]
- 王音璇，77歲，中國音樂家，山東藝術學院前音樂系副主任，中國第一夫人彭麗媛啟蒙老師，死於糖尿病。[49]
- 陳明崙，94歲，台灣著名武術家。[50]
- 喬治·赫比格（英語：George Howard Herbig），93歲，美國天文學家，赫比格-哈羅天體的其中一位發現者。[51]
- 孟憲忠，79歲，中國政治人物，原遼寧省瀋陽市鐵西區人民政府副區長。病逝。[52]

### 13日
- 柳瀨嵩（日語：柳瀬 嵩），94歲，日本漫畫家，《麵包超人》作者。死於心臟功能不全。[53][54][55]
- 喬·梅里維爾瑟（Joe C. Meriweather)，59歲，美國籃球明星。病逝。[56]
- 小澤辰男（日語：小沢 辰男），96歲，日本政治人物，前自由民主黨眾議院議員(1960-1993)，田中角榮內閣時期出任環境廳長官，厚生勞動大臣和建設大臣。年老逝世。[57]

### 14日
- 江志鵬，51歲，中華民國行政院江宜樺的胞弟。死於肝癌。[58]
- 沃利·貝爾（Wally Bell），48歲，美國職棒大聯盟裁判，曾在今年擔任海盜、紅雀分區系列賽的裁判。死於心臟病。[59]
- 布鲁诺·梅特苏（Bruno Metsu），59岁，法国足球教练，2002年曾帅塞内加尔队闯入世界杯八强。死於癌症。[60]

### 15日
- 吳先旺，74歲，中華民國企業家、五洲製藥董事長。死於心臟與多重器官衰竭。[61]
- 漢斯·黎格（德語：Hans Riegel），90歲，德國企業家、知名彩色小熊軟糖品牌哈瑞寶第二代經營者。心臟衰竭。[62]
- 席恩·艾德華（Sean Edwards），26歲，英國賽車手。試車時撞車意外身亡。[63]

### 16日
- 廖子明，82歲，香港高等法院上訴庭前法官（1994－1999年）、廖瑤珠胞兄。[64]
- 叶笃正，97岁，中国大气物理学家、国家科技最高奖得主、中国科学院院士、原大气物理所所长。[65]
- 艾德·羅特（Ed Lauter），74歲，參與《七月四日誕生》與《大藝術家》等電影演出的美國相聲演員。死於間皮瘤。[66]
- 李柏青，91岁，台籍日本兵，印尼建国英雄，因心脏衰竭病逝于印尼首都雅加达的医院。[67]

### 17日
- 田島治子，71歲，日本女性企業家，SAKAI搬家中心（サカイ引越センター）前社長，死於多重器官衰竭。 [68]
- 廖金港，91歲，臺灣企業家，知名休閒食品「乖乖」創辦人，死於器官衰竭。[69]
- 馬祖苗，81歲，中國政治人物，浙江省寧波市監察局原局長、離休干部。[70]

### 18日
- 湯馬士·弗利（Tom Foley），84歲，美國政治人物，前眾議院議長，前美國駐日本大使。死於中風併發症。[71]
- 劉昆，91歲，中國政治人物，原國家經濟委員會副主任。[72]
- 余元貴，92歲，中國政治人物，四川省自貢軍分區干休所正師職離休干部。病逝。[73]

### 19日
- 連城三紀彥，本名加藤甚吾，65歲，日本作家。1984年直木賞得主。死於癌症。[74]
- 威廉·洛伊，72歲，監督IBM第一部個人電腦的開發，享有「IBM PC之父」美譽，死於心臟病。[75]
- 朱德炘，92歲，離休干部，原甘肅電視台顧問。病逝。[76]

### 20日
- 約婉卡.布羅茲，88歲，前南斯拉夫總統鐵托（Јосип Броз Тито）的遺孀。死於心臟病。[77]
- 勞倫斯·克萊因（英語：Lawrence Robert Klein），93岁，著名美國經濟學家，担任宾夕法尼亚大学沃顿商学院教授，為1980年諾貝爾經濟學獎得主[78]。在家中逝世。
- 任允中，96歲，退役中國人民解放軍軍人，正軍職離休干部、原政治學院政治部顧問（副廳級）、離休干部。[79]

### 21日
- 笠井和彥，76歲，日本商人，職業棒球隊福岡軟體銀行鷹社長兼代理擁有人。死於肺類癌。[80]
- 王钧彦，92歲，中國教育家，原南京药学院院长。[81]
- 严绍恭，75歲，中國政治人物，南通市第十、十一届人大常委会副主任。[82]

### 22日
- 侯仁之，102歲，中國歷史地理學者，中国科学院院士，北京大學教授，有中國“申遺第一人”之稱。病逝。[83]
- 劉存智，89歲，中國人民解放軍軍人，廣州軍區原代司令員（正大軍區職待遇）。[84]

### 23日
- 蔣惠群，91歲，中國政治人物，黑龍江省畜牧獸醫局原副局長。病逝。[85]

### 24日
- 馬諾洛·埃斯科瓦爾（Manuel García Escobar），82歲，西班牙歌手，演員及主持人。病逝。[86]
- 卡迪爾·努爾曼（Kadir Nurman），80歲，土耳其裔德國人，土耳其旋轉烤肉「沙威瑪」（doner kebab）始祖。病逝。 [87]
- 劉國忠，62歲，中國政治人物，新疆喀什地區澤普縣古勒巴格鄉科克墩村黨支部書記、村委會主任，有“全國最美村官”之稱。死於交通意外。[88]
- 僧王苏瓦塔那摩诃长老（英語：Somdet Phra Nyanasamvara），（100岁，泰国佛教界的最高领袖，僧王。[89]
- 王勝葛，80歲，中國政治人物，河南省政協第七屆常務委員會委員。病逝。[90]

### 25日
- 比爾·夏曼（Bill Sharman），87歲，前美國NBA籃球運動員及教練，作为波士顿凯尔特人球員四次或总冠军，1972年作为教练带领湖人队获得队史第一个总冠军。因中風在家中病逝。[91]
- 哈爾·尼達姆（Hal Needham），82歲，美國好萊塢動作片導演。曾獲得2013年奧斯卡榮譽獎。[92]
- 奧古斯都·奧登（Augusto Daniel Odone），80歲，義大利經濟學家，為自己兒子羅倫佐·奧登（Lorenzo Odone）而開發出羅倫佐的油。[93]
- 岩谷時子，97歲，日本音樂作詞家。死於肺炎。[94][95]
- 白浮波，81歲，中國石油工人，原鎮海石油化工總廠（中國石油化工股份有限公司鎮海煉化分公司前身）副廠長、離休干部（原行政16級）。[96]

### 27日
- 盧·里德（Lou Reed），71歲，美國搖滾樂歌手，重量級樂團「地下絲絨」（The Velvet Underground）的主唱兼吉他手。死於肝病。[97]
- 林亞若，31歲，台灣知名旅遊作家、曾任中華航空空服員，在澳洲單騎時車禍身亡。[98]
- 丁大衛（David Dean），88歲，美國政治人物，曾任美國在台協會首任理事主席及台北辦事處處長。病逝。[99]
- 瑪西亞.華勒斯（Marcia Wallace），70歲，美國配音員，曾為著名動畫《辛普森家庭》中的「克拉巴佩爾老師」（Edna Krabappel）配音。病逝。[100]

### 28日
- 塔德烏什·馬佐維耶茨基（波蘭語：Tadeusz Mazowiecki），86歲，波蘭人民共和國垮台之後第一位民選總理。[101]
- 王宗泉，68歲，中國文物專家，河北省冀寶齋博物館館長。死於突發心臟病。 [102]
- 川上哲治，93歲，日本職業棒球運動員，曾效力日本職業棒球隊讀賣巨人隊，退役後任總教練，有「打擊之神」和「九勝教練」之稱。年老。[103][104]
- 雅波（原名王昌波），66歲，馬來西亞華人作家，在住家午睡時逝世。[105]

### 29日
- 黎頌一，英文名Joanne，28歲，香港人，日產汽車亞太區高級商品策劃專員。在大埔新娘潭車禍喪生。[106]
- 羅建騰，28歲，香港人，回收業龍頭「永昌五金」羅氏家族的第三代成員。在大埔新娘潭車禍喪生。[106]
- 陳士宏，85歲，中國政治人物，河南省洛陽市人大常委會原副主任。病逝。[107]

### 30日
- 劉舜元，99歲，中華民國陸軍中將。睡夢中離世。[108]

### 31日
- 热拉尔·德·维利埃（法語：Gérard de Villiers），83歲，法國偵探小說作家，病逝[109][110]。
- 河島喜好，85歲，日本企業家，本田汽車公司第二任社長。[111]
- 陳雙雄，68歲，台灣新竹縣關西鎮的客籍音樂家。死於胰臟癌。 [112]
- 森波勒，87歲，中國政治人物，內蒙古自治區黨委組織部原組織處處長（享受廳局級待遇），離休干部。病逝。 [113]
- 鐘伶，95歲，中國人民解放軍軍醫，副軍職離休干部、中國人民解放軍第四軍醫大學訓練部原顧問。病逝。[114]